# Испания эпохи Просвещения
Эпоха Просвещения (исп. Ilustración) пришла в Испанию в XVIII веке с началом правления новой Бурбонской династии после периода упадка испанской экономики, кризиса управления и империи в последние десятилетия правления предыдущей Габсбургской династии. Это был период реформ и «просвещённого деспотизма», во течение которого модернизировались испанское государственное управление, инфраструктура и институты, достигнув расцвета при правлении Карла III и его министре Хосе Флоридабланка.
Эпоха Просвещения в Испании началась с войны за испанское наследство, на который предъявил претензии французский король Людовик XIV, а завершилась Наполеоновскими войнами, во время которых Испания стала ареной кровавых сражений. После Карла III страна пережила войны, иностранную интервенцию, беспорядки по всей империи, коррупцию и болезненные реформы, в результате которых Испания, всё более неспокойная и настабильная, вступила в период гражданских войн, которые продолжались всё XIX столетие.

## Война за наследство (1700—1715)
В последние годы правления умственно неполноценного и бездетного Карла II главным направлением политической борьбы был вопрос наследования престола неудачливого монарха, последнего испанского короля из династии Габсбургов. Экономические неурядицы, кризис испанского государственного управления, ряд военных поражений от Франции и разложение имперских институтов в XVII столетии сделали Карла королём периода заката империи, а его физическая и умственная неполноценность не оставляла возможности на изменение курса его страны. Несмотря на это, огромные владения Испанской империи в Новом Свете, а также возможности её флота делали положение Испании особенно важным на европейской политической арене. Если бы испанский трон унаследовал родственник короля Франции или если бы эти два государства объединились, то политический баланс в Европе нарушился бы в пользу Франции. Если же Испания осталась бы под контролем антифранцузской коалиции, одного из австрийских Габсбургов, то статус кво сохранился бы. Поэтому одним из главнейших вопросов европейской политики на протяжении XVII столетия было испанское наследство, так как от него зависел баланс сил в Европе.
Карл II, чьё умственное и физическое нездоровье было результатом инбридинга Габсбургов, одним из своих последних указов назначил наследником своего племянника Филиппа Анжуйского, внука короля Франции Людовика XIV из династии Бурбонов, который также был наследником французского престола. Кастильские легитимисты, которые посчитали, что наследование короны ближайшим родственником короля предпочтительнее продолжения габсбургского правления, поддержали решение короля. Испанские чиновники также хотели, чтобы Испания оставалась независимой державой, а не была ещё одной частью французской или австрийской империй. Несмотря на это, услышав новость, что его внук станет королём Испании, Людовик XIV заявил: «Пиренеев больше нет».
Представитель дома австрийских Габсбургов, претендовавший на испанский трон, эрцгерцог Карл австрийский, заявил, что был лишён права на испанскую корону незаконно. Англия и Нидерланды, поддерживавшие Иосифа Фердинанда Баварского в качестве претендента на испанский трон, не желали, чтобы Испания и Франция стали ещё могущественнее, сначала признали Филиппа Анжуйского королём Испании, однако изменили свою позицию, поддержав австрийского претендента после того, как Людовик XIV не проигнорировал их требование, чтобы Франция не получила слишком больших преимуществ от восхождения Бурбонов на испанский трон. Австрия при поддержке Англии и Нидерландов предпочла начать боевые действия после того, как Франция отвергла план раздела наследства, и в результате началась война за испанское наследство.
Испанские кортесы не разделились на приверженцев Бурбонов и Габсбургов, и когда в 1702 году была объявлена война, то война между сильнейшими военными альянсами Европы также стала гражданской войной в Испании. Валенсия, Каталония и Арагон объявили о поддержке австрийского претендента на трон, опасаясь, что Филипп Анжуйский введёт централизованное управление страной, что привело бы к тому, что каталонцы и арагонцы потеряли бы исконные права на свои автономии. Англо-нидерландская армия, прошедшая через территорию Португалии, атаковала Испанию в 1705 году, но это нападение было отражено. С самого начала ход войны повсеместно складывался в пользу Франции и её претендента на испанский трон, но в Гохштедтском сражении в 1704 году Австрия избежала поражения благодаря английским экспедиционный войскам герцога Мальборо. Последовало десять лет тяжелейшей борьбы в Германии, Италии, на Пиренейском полуострове, в Нидерландах и даже в Новом Свете (где война носила название войны королевы Анны). Мадрид был захвачен австрийцами дважды: в 1706 и 1710 годах, а испанские земли были опустошены во время военных действий, причем ущерб наносили как иностранные армии, так и собственная, а также восставшие арагонцы, каталонцы и валенсийцы.
Компромисс был найден в Утрехтском мирном договоре, подписанным в 1713 году Францией и большинством основных соперников. Франция и Союзники пришли к соглашению, что внук Людовика XIV, Филипп, становится королём Филиппом V, но при этом трон Испании и Франции никогда не будет в одних руках. В то время как французские земли остались нетронутыми, Испания была вынуждена раздать свои владения в Европе ради сохранения мира; её итальянские владения, включая Неаполь, Милан и Сардинию, получила Австрия, вместе с Сицилией, позднее переданной Савойе. Испания также была вынуждена передать Австрии Испанские Нидерланды, а остров Менорку и Гибралтар Британии. Впоследствии, тем не менее, многие эти итальянские территории, в том числе Неаполь и Сицилия, вернулись под испанский контроль. В обмен на уступку этих европейских территорий, принадлежавших испанским королям, Филипп смог сохранить остатки Испанской империи. Даже после того, как мир был подписан, каталонцы, которые выступали самостоятельной стороной конфликта против Филиппа, руководствуясь лозунгом «Privilegis o Mort» (Привилегии или смерть), продолжили сопротивление после отвода британских войск; Барселону испанцам удалось вернуть только в 1714 году. В память об этой дате (11 сентября 1714 года) ежегодно отмечается Национальный день Каталонии. Тем не менее, многие регионы страны находились в состоянии экономической нестабильности, вне зависимости от того, какого претендента на трон они поддерживали.

## Реформы (1715—1746)
Филипп проявил себя эффективным администратором, централизовал управление Испанией и ликвидировал местные выборные органы управления, начал процесс унификации законодательства различных регионов Испанской империи. Приглашение на ключевые посты в правительстве способных французских и итальянских министров дало возможность взять под контроль независимые, изолированные и коррумпированные министерства, которые пользовались огромной властью в последний период габсбургского правления. Тем не менее, Филипп — маниакально-депрессивный психоз часто оказывал влияние на его политические решения при его второй жене Изабелле Фарнезе — вёл агрессивную внешнюю политику, что привело к нескольким дорогостоящим для Испании войнам в период его правления.
Потеря многих территорий, обещанных ему указом Карла II, и его личные амбиции побудили его к нарушению условий договора. Жена Филиппа Изабелла — член герцогского Пармского дома — и её фаворит-министр, кардинал Хулио Альберони, желали сохранить притязания на итальянские земли, и Филипп начал кампанию по их возвращению. Ему противостояли Франция, Великобритания и Нидерланды, которые были заинтересованы в сохранении условий договора и мире в Европе; в 1717 году Филипп захватил Сардинию, одно из владений, уступленных Австрии после войны за испанское наследство. Последующая высадка в Сицилии привела к созданию Четверного альянса, в который вошли Великобритания, Франция, Австрия и Нидерланды, который противостоял амбициям Филиппа. В 1720 году, после поражений испанской армии на суше и на море в войне четверного альянса, Филипп отправил Альберони в отставку и подписал мирный договор с Австрией, по которому обе стороны возвращались к границам, определённым Утрехтским миром.
Следующая попытка вернуть утраченные территории в 1727—1729 годах привела получила название англо-испанской войны. Перед войной в 1725 году Филипп вошёл в альянс с австрийцами, которые обещали предоставить Испании помощь в возвращении ключевых морских баз Средиземного моря, полученных Великобританией по Утрехтскому мирному договору — Минорки и Гибралтара. В ответ британский министр иностранных дел Чарльз Тауншенд приложил все усилия для создания альянса Великобритании, Франции и Нидерландов; в то время как Филипп V осаждал Гибралтар, Австрия отказалась вести военную кампанию против столь мощного альянса, и Испания снова осталась одна. Великобритания перенесла военные действия к испанским колониям в Америке и перекрыла каналы поставок золота, рассчитывая предотвратить подкуп Филиппом австрийцев для участия в кампании; этот план удался, и Филипп снова был вынужден заключить мир в 1729 году. Изабелла Фарнезе смогла осуществить только одну свою цель, итальянские герцогства Парма, Пьяченца и Тоскана были возвращены её семье.
После 1729 года Филипп старался не использовать военную силу Испании и старался организовать выгодные для него альянсы, особенно с Францией: более осторожная стратегия в итоге принесла положительные результаты. Филипп поддерживал союзные отношения с Францией во время войны за польское наследство, в результате которой отвоевал Неаполь и Сицилию для своего сына, будущего короля Карла III. В 1733 году был подписан Семейный пакт с Людовиком XV, сблизив оба государства после конфронтации времён Четверного альянса. 
19 апреля 1735 года после оскорбления, нанесенного испанскому посланнику в Лиссабоне, Испания объявила Португалии войну, которая в Южной Америке носила локальный характер с участием нескольких тысяч человек с каждой стороны. 16 марта 1737 года при посредничестве Франции, Великобритании и Нидерландов, был подписан мирный договор.
Трения с Великобританией, вылившиеся в войну за ухо Дженкинса (1739—1741), подтолкнули Филиппа к более тесному союзу с Францией во время войны за австрийское наследство, в которой ему удалось получить дальнейшие уступки от Австрии для своей семьи в Италии. Таким образом он увеличил свою сферу влияния в Италии по сравнению с довоенным состоянием и присоединил к своим владениям даже территории, которые ранее не были частью Испанской империи в Италии.
В поздний период своего правления Филипп V предпочёл передать преобразования своего правительства в руки своих министров. Юный и честолюбивый Зенон де Сомодевилья получил титул маркиза де Энсенада в 1736 году за успешную дипломатическую деятельность после войны за польское наследство, семь лет спустя, в 1743 году, он стал фаворитом Филиппа (и Изабеллы), и в последние годы правления Филиппа V Энсенада эффективно управлял Испанией. Энсенада вёл осторожную, но независимую внешнюю политику, держа на равной дистанции Францию и Великобританию, и стремился к стабильной, мирной атмосфере, в которой Испания могла реформировать свои институты.

## Сохранение баланса (1746—1759)
Завершение войны за австрийское наследство принесло Энсенаде победу, которая укрепила его положение в Испании. Однако через два года после окончания войны король Филипп, его главный покровитель, умер, и на трон вступил его сын Фердинанд VI. Фердинанд, который был сыном Филиппа от первого брака с Марией Луизой Савойской, в детстве страдал от властного отношения к себе со стороны мачехи, и, став королём, он был совершенно неуверенным в своих возможностях. Изабелла Фарнезе, королева, фактически управлявшая своим супругом Филиппом V, покинула двор после смерти мужа. Как и его отец, однако, Фердинанд в своих решениях чрезвычайно зависел от своей жены, и она фактически диктовала ему направление политического курса страны и важные политические решения; во время коронации Фердинанда в 1746 году говорили, что «Королева Барбара наследовала королеве Изабелле». Со своей стороны, королева Мария Барбара де Браганза, член португальской королевской семьи, проводила политику нейтралитета, что соответствовало общему настроению двора и кардинально отличалось от агрессивной политики Изабеллы, направленной на возвращение итальянских земель.
Период правления Фердинанда был благоприятен для страны, реформы, начатые Филиппом V, продолжались. Фердинанд отличался благотворительностью, он освобождал пострадавшую от засухи в 1755 году Андалузию от всех налогов и вкладывал большие средства в строительство в этом регионе. Как король он возложил многие из своих решений на своих министров.
В начале правления Фердинанда Энсинанда продолжал занимать высокие должности при дворе. После выгодного союза с Францией в войне за австрийское наследство он советовал укреплять отношения между двумя странами, чтобы обеспечить безопасность уязвимых владений Испании и противостоять Великобритании в защите своих интересов. Ему противостояла фракция англофилов, которую возглавлял Хосе де Карвахаль-и-Ланкастер, джентльмен смешанного испано-английского происхождения из Дома Ланкастеров. Карвахаль считал, что ключ к испанской обороне и модернизации лежит в сближении с Британией, чей морской флот мог защитить испанскую империю, а торговые связи могли стимулировать экономическое развитие Испании. Наиболее значительным успехом Карвахаля был Мадридский договор 1750 года с Португалией, который завершил длительный, но второстепенный конфликт в Банда Ориенталь (южный Уругвай) между двумя странами.
Договор с Португалией, тем не менее, имел важные политические последствия для Испании. Этот договор содержал пункт о передаче семи основанных и управляемых иезуитами миссий в южном Уругвае Португалии. Этот план (вызвавший неудовлетворение со стороны иезуитов и Великобритании) привёл к вооружённому сопротивлению со стороны иезуитов и местных народов гуарани, проживающих на этой территории. Испания и Португалия ввели войска и одержали победу над иезуитами и гуарани в войне гуарани. Эта война разрушила традиционно дружеские отношения между испанским правительством и иезуитами и начала период антииезуитской политики в Испании и Португалии, которая продолжалась при Карле III.
Дворцовый скандал, ставший результатом тайного сговора Карвахаля и британского посла, создал трудности для Энсинанды и подорвал его репутацию при дворе. После смерти Карвахаля в 1754 году Фердинанд и его жена отправили Энсинанду в отставку, опасаясь, что французские симпатии маркиза приведут к альянсу с Людовиком XV и войне без уравновешивающего его англофила Карвахаля. Ирландец Рикардо Уолл сменил Энсинанду на посту премьер-министра. Уолл, приверженец нейтральности политики Испании, успешно удержал страну от войн в период правления Фердинанда, несмотря на начало, Семилетней войны, крупнейшей в Европе со времён Тридцатилетней.
Несмотря на то, что Мария Барбара всегда боялась, что Фердинанд умрёт раньше неё и оставит её в нищете — чтобы обезопасить себя от этого она собрала огромное богатство — всё же она умерла раньше короля, в 1758 году. Тяжело переживая её смерть, Фердинанд стал безразличным к своим королевским обязанностям, даже стал склонен к самоубийству. Он умер годом позже, в 1759.

## Просвещённый деспотизм (1759—1788)
Фердинанду наследовал Карл III, сын Филиппа V от его второй жены, Изабеллы Фарнезе. Карл унаследовал титул герцога Пармского по линии своей матери в возрасте шестнадцати лет. В своём правлении он проводил политику просвещённого деспотизма. Он рано показал свои военные способности, захватив Неаполь и Сицилию силой оружия и став «Королём двух Сицилий», несмотря на то, что его характер был в целом миролюбивым. По прибытии в Испанию он не стал разделять стремления Карвахаля войти в союз с Британией; он происходил из островного народа, который относился с недоверием к британскому флоту после того как тот был вынужден соблюдать нейтралитет во время войны за австрийское наследство.
Наставник Карла, Бернардо Тануччи, предложил ему провести реформы. Несмотря на то, что Тануччи оставался в Королевстве обеих Сицилий для наставления сына Карла, короля Фердинанда I, так как оба трона не могли быть объединены по условиям договора, Карл взял с собой итальянских администраторов, которые видели возможность реформирования испанской системы государственного управления. Архитектором первого этапа реформ Карла III стал один из этих итальянцев, Леопольдо де Григорио, человек невысокого происхождения, но чьи способности в деле снабжения неаполитанской армии впечатлили короля и он смог возвыситься при дворе. Став в 1755 году «Маркизом де Эскилаче», Григорио стал одним из самых влиятельных государственных деятелей Испании с момента приезда Карла III до смерти маркиза в 1785 году.
Несмотря на то, что в 1756 году разразилась Семилетняя война, Испания продолжала оставаться нейтральной при Рикардо Уолле, который продолжил руководить испанским правительством в начале правления Карла III. Карл, тем не менее, был враждебно настроен к Англии и когда положение Франции в войне в 1762 году стало критическим, он сменил курс против желания премьер-министра и выступил в войне на стороне Франции. Испания дорого заплатила за вступление в войну, Великобритания оккупировала Гавану и Манилу в течение года. В 1763 году Испания уступила Великобритании Флориду, Великобритания также сохранила за собой Минорку и Гибралтар, некоторой компенсацией за территориальные потери Испании стала Луизиана. После заключения Парижского мирного договора Испания смогла сконцентрироваться на внутренней политике.
Являясь крупнейшим землевладельцем Испании, Католическая церковь пользовалась крупными пожертвованиями испанских королей в XVII веке: Филипп IV, в частности, безвозмездно передал большие площади земли на церковные нужды. Значительная часть этих земель не эксплуатировалась, а из остальных земель большая часть принадлежала благородным идальго, которые постоянно проживали за пределами страны. Эта система безнадёжно устарела, а растущее население (население Испании увеличилось с 8 до 12 миллионов в период с 1700 года до Великой французской революции) стало оказывать давление на правительство, требуя реформ. Как и в соседней Португалии, древний испанский аппарат управления находился во всё возрастающей зависимости от прибыли и продуктов, производимых колониями для поддержания неуправляемого большого класса землевладельцев, непроизводящих аристократии и духовенства.
Просвещение дало толчок распространению антиклерикализма в Европе, и Карл, применявший европейский опыт в Испании, следовал этому же курсу. Фердинанд VI начал сокращение влияния иезуитов в Испании и стал первым испанским королём, который сам назначил своего епископа, этим правом французские короли пользовались начиная с XV века. Карл, который проводил более радикальную политику и стремился к быстрой модернизации страны, окончательно изгнал орден Иезуитов из Испании в 1767 году. Влияние Инквизиции также было сокращено, но она ещё действовала; в конце 1787 года женщина была сожжена за колдовство.
Земельная и сельскохозяйственная реформы вызвали новые волнения в испанском обществе и были враждебно приняты и духовенством, и землевладельцами. Карл предпочёл сделать ставку на купечество и растущий средний класс, создавая им лучшие условия в период своего правления. Сторонник свободной торговли, Карл снизил ставки налогов и пошлин, что с тех пор стало основой испанской торговой политики. Маркиз де Эскилаче провёл успешную либерализацию рынка зерна в 1765 году.
Несмотря на продолжение курса на централизацию и продолжение реформ, начатых его предшественниками и направленных на снижение автономии регионов, Карл создал прототип торговых палат (Sociedad Económica de los Amigos del País) для поддержки экономического развития и инициативы регионов. Была усовершенствована инфраструктура страны, создавшая условия для развития промышленного производства, также была проведена денежная реформа.
Тем не менее, реформы не проходили гладко, в 1766 году в связи с сокращением мировых запасов зерна и трудностей, возникших при либерализации рынка зерна, в Мадриде и других испанских городах начались бунты против повышения цен на продовольствие. «Motin de Esquilache» вынудил короля покинуть столицу и поставил премьер-министра в сложное положение. Арагонский чиновник Педро Пабло Аранда получил исключительные полномочия на время кризиса и руководил правительством во время отсутствия короля.
Аранда, лидер арагонской фракции при дворе, предпочитал децентрализованную систему управления. Эскилаче, который пользовался авторитетом короля в прошлом, был отослан за границу в качестве посла, и на время Аранда стал ведущей фигурой испанской политики. Прокурор по имени Хосе Моньино приобрел большое влияние, занимаясь расследованием мятежей, и был безусловным сторонником реформистской политики короля. Эскилаче посодействовал назначению его послом в Риме в 1767 году; а в 1773 году Моньино добился от папы роспуска ордена Иезуитов. За это достижение Мониньо получил титул графа Флоридабланка.
Согласно возврату к национальному принципу при выборе главы правительства Карл III отправляет в отставку маркиза Гримальди. И новоиспечённый граф Флоридабланкав в 1777 году стал премьер-министром и взялся за проведение новой большой реформы испанского государственного управления. Его главным успехом стало создание системы кабинетов правительства в 1778 году и первого в Испании национального банка, Банко де Сан-Карлос в 1782 году. Признавая ущерб, нанесённый системе образованием изгнанием иезуитов, Флоридабланка провёл реформу, направленную на привлечение новых преподавателей и модернизацию испанской системы образования. Наиболее долговременный положительный результат принёс режим свободной торговли колоний Испанской империи в новом Свете для иностранцев.
Несмотря на то, что Флоридабланка (как и до него Карвахаль) являлся сторонником сближения с Великобританией и считал, что более сердечные отношения с Георгом III будут лучшей политикой для Испании, американская война за независимость предоставила такие большие возможности Карлу III, что Испания в 1779 году в этой войне выступила против Британии вместе с Францией и Нидерландами, а до того оказала значительную финансовую поддержку восставшим. Губернатор Испанской Луизианы Бернандо де Гальвез возглавил кампанию по возвращению фортов, переданных Великобритании в 1762 году; Пенсакола и Флорида были возвращены в 1782 году, а Багамские острова на следующий год. Парижский мир вернул Испании большую часть территорий, потерянных в Семилетней войне, включая Флориду.

## Волнения за границей (1788—1808)
Король Карл III умер 14 декабря 1788 года. Через семь месяцев, французские революционеры взяли штурмом Бастилию, началась Великая французская революция.
Старший сын Карла III был умственно неполноценным и страдал эпилепсией, поэтому наследником трона стал второй по старшинству сын, ставший королём Испании Карлом IV. Карл IV также мало интересовался политикой, как и ранее Фердинанд VI. Его главным увлечением после приезда в Испанию (Карл вырос в Неаполе) стала охота, и в течение всего периода его правления его политика была подчинена воле его жены.
У жены Карла III Марии-Луизы Пармской был фаворит Мануэль Годой, солдат из бедного дворянского рода, отличавшийся редкой красотой, особенно по сравнению с Карлом IV. Он познакомился с Марией-Луизой в 1788 году, незадолго до того, как она стала королевой, и в скором времени стал её любовником. Король также был очарован Годоем, и несмотря на то, что ему было известно об адюльтере его жены, Годой в 1792 году стал премьер-министром Испании.
Премьер-министр периода вступления на трон Карла IV Хосе Флоридабланка пользовался большой поддержкой при дворе, особенно в Кастилии, и не мог быть легко смещён. Главным оппонентом Флоридабланки в испанской политике был Педро Пабло Аранда, лидер арагонской фракции. Годой заключил союз с Арандой, которому Годой симпатизировал, против Флоридабланки. После начала Французской революции и казни Людовика XVI в 1792 году, отношение к либерализму Флоридабланки стало скептическим. Аранда и Годой заключили Флоридабланку в 1792 году в тюрьму по обвинению в растрате, однако впоследствии тот был оправдан.
Дух реформ, который сделал период правления Карла III эрой процветания Испании, полностью исчез во время правления Карла IV. Его королева и её любовник не были заинтересованы в усовершенствовании испанского аппарата управления и относились к Флоридабланке как к представителю того самого либерализма, который теперь разрывал Францию на части. Арагонская фракция во главе с Арандой вступила с ними в союз с целью противостоять реформам Карла III, и им удалось ликвидировать многие нововведения периода его правления.
После казни Людовика XVI в 1793 году, было мобилизовано и отправлено к границам Франции 20 000 человек. Однако армия за время правления Карла III значительно ослабла, была плохо экипирована и плохо подготовлена для отражения французского вторжения. Наварра была в скором времени оккупирована Францией, несмотря на то, что испанцы увеличили войсковой контингент в Каталонии и даже вторглись во Французский Лангедок. Годой, разочарованный в возможностях испанской армии, решил подписать договор с новообразованной Французской республикой, и в 1795 году был заключён Базельский мирный договор, по которому Испании возвращались ранее захваченные Французской республикой земли, но взамен она уступала Франции свою часть острова Сан-Доминго.
Годой, покинутый своими союзниками в Великобритании и Австрии, встал перед вопросом: продолжить борьбу против революционной Франции, которая уже однажды нанесла поражение Испании, или выступить на стороне французов и надеяться на лучшее. Испанцы, первоначально выбрав противостояние с Францией, всё же подписали в 1796 году договор в Сан-Ильдефонсо, по которому Испания вступала в военный альянс с Францией в обмен на французскую поддержку притязаний Карла IV на Пармское герцогство. В ответ британцы в 1797 году организовали блокаду Испании и фактически отрезали континентальную Испанию от её колоний. В конце 1798 года испанский флот потерпел поражение от британского, и Минорка и Тринидад были оккупированы. В 1800 году Испания вернула Луизиану Франции, которая ранее была получена в качестве компенсации за потери во время Семилетней войны.
Португальцы, которые находились в оппозиции к Франции, продолжали торговать с Великобританией несмотря на ряд требований со стороны Франции закрыть порты для британских судов. В 1801 году испанцы предъявили ультиматум от имени Франции и начали пограничную войну, оккупировав город Оливенса до того, как Португалия согласилась на требования Испании и Франции. Этот город, по сей день являющийся спорной территорией, остался за Испанией, несмотря на то, что согласно акту Венского конгресса он должен был вернуться к Португалии.
Амьенский мир 1802 года обеспечил сторонам временное перемирие, которое было нарушено в 1804 году, когда британцы захватили испанский серебряный флот у Кадиса. Французы планировали вторжение на Британские острова в следующем году; Испанский флот должен был стать составной частью сил вторжения. Однако в 1805 году в Трафальгарском сражении Испанский флот и французский средиземноморский флот, которые должны были присоединиться к французским флотам на севере для вторжения, были атакованы Британским флотом во главе с адмиралом лордом Нельсоном, который вписал новую страницу в историю морских сражений. Сокрушительное поражение Испании и Франции привело к тому, что британцы стали главной морской силой в ближайшее столетие, а Испания была вынуждена задуматься о целесообразности военного союза с Францией.
После Трафальгара Годой отказался принимать участие в континентальной блокаде, организованной Наполеоном для подрыва экономики Великобритании, однако Испания снова к ней присоединилась в 1807 году после победы Наполеона над Пруссией. Наполеон, тем не менее, утратил доверие к Годою и королю Карлу; кроме того, в Испании росла популярность сына короля, Фердинанда, который был в оппозиции всё более непопулярному Годою. Фердинанд, однако, стремился к союзу с Великобританией, и Наполеон не мог рассчитывать на надёжность союза с любым членом испанской королевской семьи.
В 1808 году Испания и Франция заключили договор о разделе Португалии, которая возобновила поддержку Великобритании после Трафальгара. Французы и испанцы быстро оккупировали страну. Принц Фердинанд отправился во Францию, и распространились слухи о том, что он вёл переговоры с Наполеоном об отстранении Годоя от власти; король Испании в этот момент был на стороне своего фаворита. По стране прокатились мятежи против Годоя, и он был арестован. Чтобы сохранить Годою жизнь, король отрёкся от престола в пользу своего сына Фердинанда. Однако Наполеон, потерявший доверие к испанской монархии, силой заставил Фердинанда отречься от престола. Его занял брат Наполеона, Жозеф Бонапарт. Испания поднялась на борьбу против французского правления.

## Война за независимость (1808—1814)
Испанский народ сплотился вокруг фигуры принца Фердинанда, который, даже в заключении во Франции, стал национальным героем, начавшим «войну за независимость» Испании. Годой, Карл IV и его жена выехали сначала во Францию, а затем в Италию, навсегда покинув испанскую политику.
Восхождение на испанский трон Жозефа Бонапарта вызвало революцию в Испании. 3 мая 1808 года революция в Мадриде была утоплена в крови французской армией, которая теперь стала оккупационной и не только в Португалии, но и в Испании. Эти события и жестокая реакция французов сплотили испанских революционеров; казнь восставших была запечатлена на знаменитой картине Франсиско Гойи. Испанская армия в большей части выступила на стороне Фердинанда и присоединилась к британцам и португальцам, шедших единым фронтом против Франции.
Местные хунты объявили о недействительности монархии Жозефа; духовенство также выступило против «безбожной» Франции. Хунты коллективно попросили Великобританию о помощи, и Лондон ответил согласием. Севильская хунта в 1808 году объявила себя Верховной хунтой Испании, и большая часть региональных хунт (а также колонии Нового Света) признали главенство Севильской хунты, которая стала временным правительством Испании в отсутствие Фердинанда. Новое французское наступление в следующем году вынудило его отступить в Кадис, где оно оставалось до самого конца войны.
Король Жозеф сразу предпринял попытку договориться с испанцами; в Байонне, после насильственного отречения Фердинанда, Жозеф собрал испанское дворянство для написания конституции для нового бонапартистского режима в Испании. Самые значительные фигуры испанской политики, в том числе Хосе Флоридабланка, отказались принимать в этом участие. Кабинет и конституция, которые Жозеф принял, рассматривались как нелегитимные. Жозеф вошёл в Мадрид 25 июля 1808 года после того как революция против его правительства уже шла полным ходом.
Ряд побед против французских войск в 1808 году привёл к тому, что Наполеон был вынужден вторгнуться в Испанию в 1809 году, заставив войска Великобритании и их союзников в двухмесячный срок эвакуировать войска с полуострова. Достигнув успеха, Наполеон передал командование войсками в этой войне одному из своих маршалов, Никола Жан де Дьё Сульту. После уничтожения испанской армии в 1808 году сопротивление испанцев приняло форму партизанской войны. Несмотря на более высокую численность регулярных армий Великобритании, Португалии и Испании, партизанская война была настолько эффективной, что из 350 000 солдат французской Armée de l’Espagne 200 000 были привлечены к защите французских линий снабжения по всей территории Испании.
Многие испанские либералы — носители традиций Карла III и его министров — видели в сближении сФранцией надежду на модернизацию и прогресс в своей стране. Получившие прозвище «офранцуженные», они считали, что запрет Инквизиции и введение более светской и либеральной монархии, благотворны для страны, однако с началом французской оккупации популярность французского правления ослабела даже среди них. В 1812 году многие из этих «офранцуженных» стали участниками испанской партизанской войны. Верховная хунта в 1812 году написала Конституцию Испании (Кадисскую конституцию). Конституция, написанная либеральными реформаторами, описывала конституционную монархию. Инквизиция была отменена, однако римо-католичество оставалось государственной религией, а ересь — преступлением. Эта конституция, первая в Испании, провозглашала свободу слова, свободу ассоциаций и всеобщее избирательное право. В ответ на принятие конституции Франция временно аннексировала Каталонию.
Британские войска под командованием сэра Артура Уэлсли вступили в Испанию из Португалии в 1810 году. Испанские вооружённые силы, состоящие из остатков регулярной армии и ополченцев, присоединились к нему и совместно нанесли поражение французам, которыми командовал Жозеф Бонапарт при Талавере. За эту победу Уэлсли получил титул Герцог Веллингтон, несмотря на то, что вскоре после Талаверы он был вынужден отступить в Португалию. Несмотря на то, что Веллингтон взял Мадрид 6 августа 1812 года после победы в битве при Саламанке, он вскоре снова отступил в Португалию. Истощённые Французские войска постоянно пребывали в напряжении и подвергались нападениям в то время как Наполеон развёртывал войска для Российской кампании, и в этом Веллингтон увидел открывающиеся возможности снова атаковал в 1813 году. В сражении при Витории 21 июня 1813 года французам под командованием короля Жозефа снова было нанесено поражение, и они были вынуждены отступить к Пиринеям в начале июля. Военные действия продолжались в горах всю зиму, а весной 1814 года Союзники вошли в южную Францию.
Фердинанд был освобождён после падения Наполеона в 1814 году. По прибытии в Испанию, встал вопрос: примет ли он Конституцию 1812 года, которую Верховная хунта приняла вместо него. Конституция, которая ограничивала полномочия короля в пользу однопалатного парламента, была непопулярна среди консервативного испанского духовенства и среди тех испанцев, которые ассоциировали многое в ней с французами, которые только несколько месяцев назад были изгнаны из их страны. Фердинанд отказался принимать либеральную конституцию и продолжил править Испанией как Карл IV, как абсолютный монарх, и в течение его правления Испания потеряла большую часть своих американских колоний.